# 창바이산맥

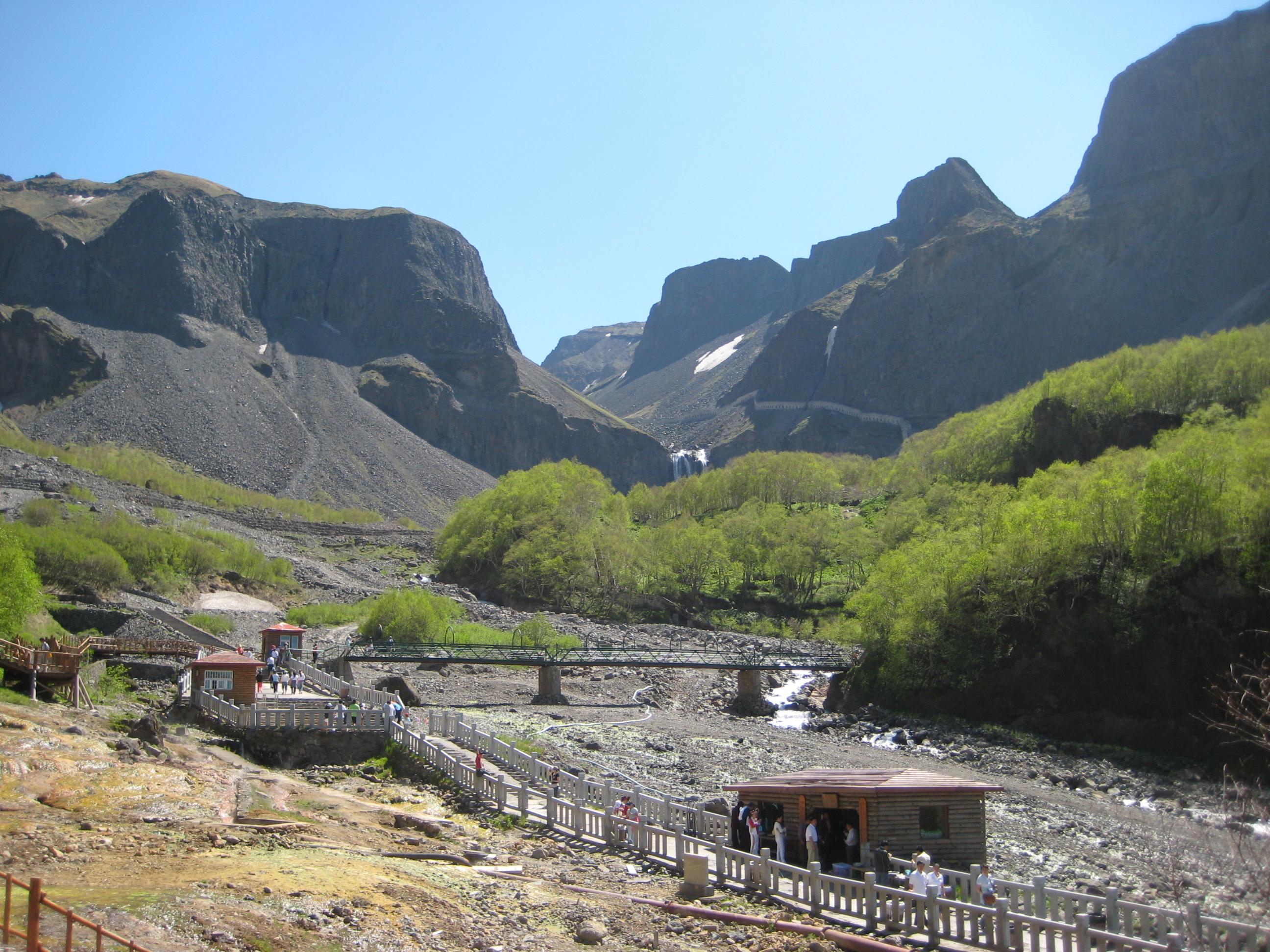
중화인민공화국 랴오닝성에서 본 백두산

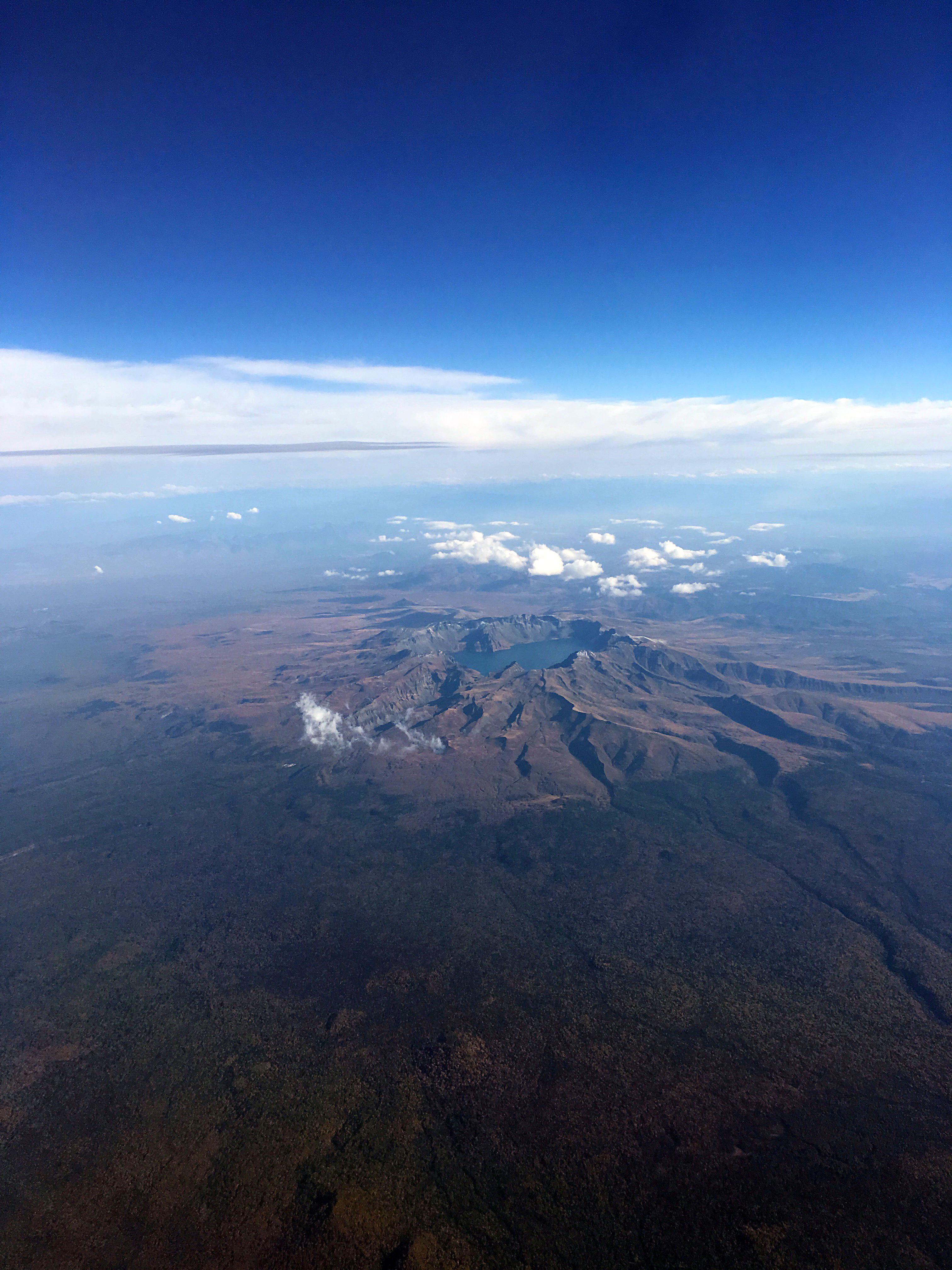
창바이산맥 항공사진

창바이산맥(중국조선어: 장백산맥, 영어: Changbai Mountains, 중국어 간체자: 长白山地, 정체자: 長白山地, 병음: Chángbái Shāndì)은 중화인민공화국 둥베이 지방 남동부, 조선민주주의인민공화국과의 국경 부근에 펼쳐져 있는 산맥이다.
장백산맥은 압록강·두만강·쑹화강(송화강)의 분수령을 이룬다. 길이는 약 1,300㎞로 대부분의 봉우리는 높이 2,000m를 넘으며, 주봉은 백두산(白頭山)이다. 산맥의 이름인 장백은 주봉인 백두산의 별칭(別稱)에서 따온 것이다.